# Tamarillo

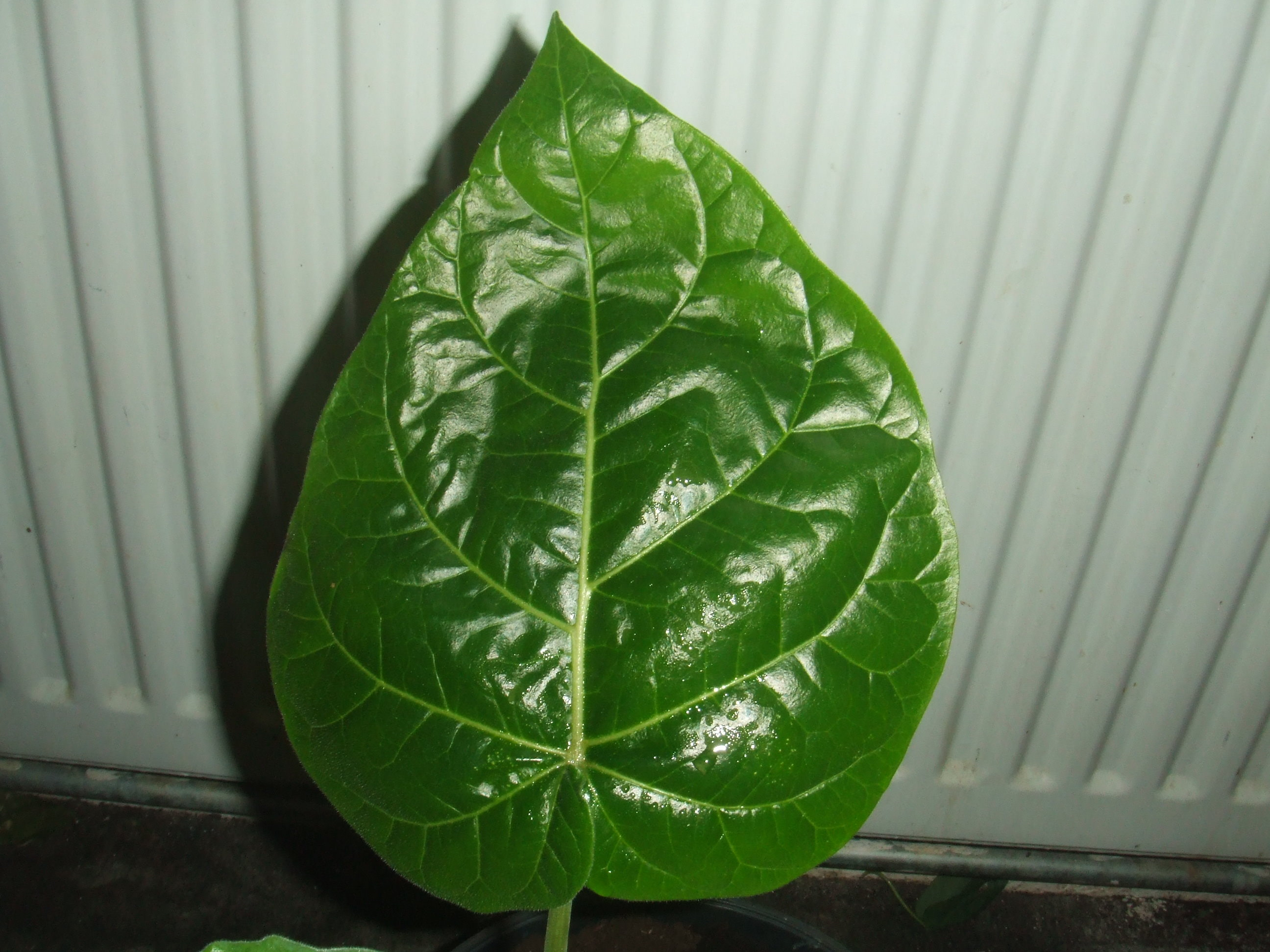
Blad
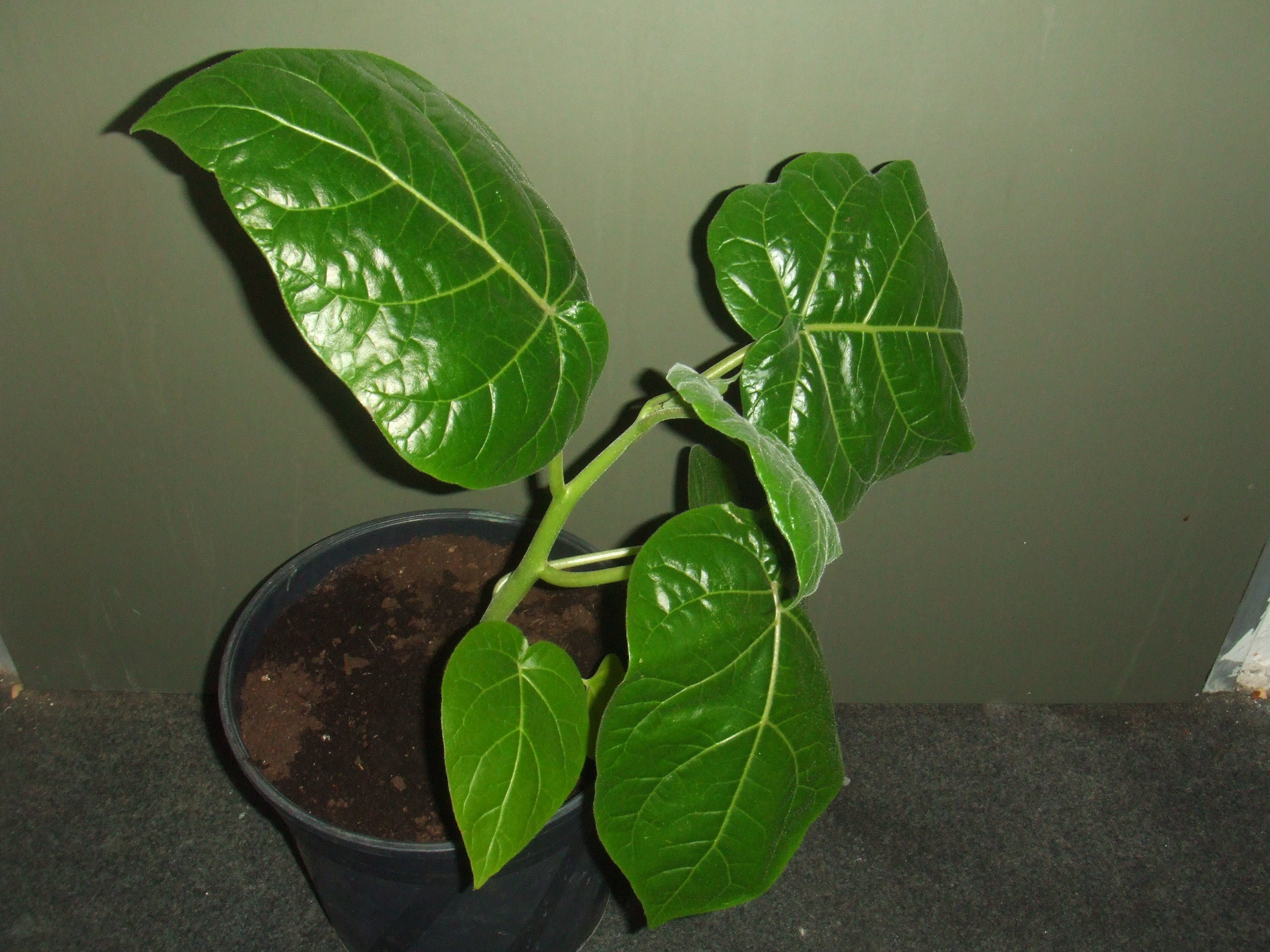
Jonge plant
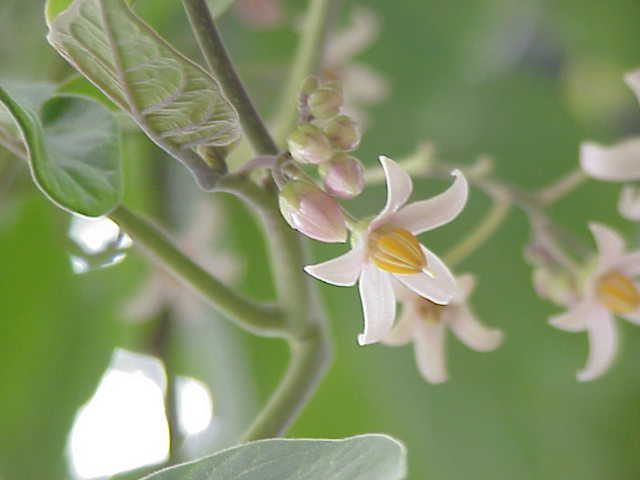
Bloem

De tamarillo (Solanum betaceum) of boomtomaat is een plant uit de nachtschadefamilie (Solanaceae). De naam tamarillo is in 1967 in Nieuw-Zeeland als handelsnaam bedacht.
Het is een sterk vertakte, snelgroeiende, groenblijvende, tot 7,5 m hoge halfheester met een korte stam en dikke, zachte takken. De bladsteel wordt tot 17 cm lang. De afwisselend geplaatste bladeren zijn hartvormig, zacht, toegespitst, gaafrandig, glanzend lichtgroen en tot 35 × 20 cm groot. De bladeren zijn dicht bezet met korte, stinkende, haarvormige kliertjes.
De 1-2 cm brede, geurige bloemen groeien in trossen aan de scheuttoppen. Ze bestaan uit vijf bleekroze of lavendelkleurige, puntige kroonbladeren, een groenpaarse kelk en vijf opvallende, gele meeldraden.
De vrucht is een eivormige, tot 10 × 5 cm grote en tot 100 g zware bes. De dunne, gladde, glanzende schil is rijp geel, oranje, tomaatrood, violet of purperrood gekleurd met soms in de lengterichting donkere strepen. De kleur hangt af van het ras. Het sappige vruchtvlees is crèmegeel, geel, oranje, of oranjerood en smaakt zurig aromatisch. De schil smaakt bitter. De vrucht bevat vele circa 4 mm grote, platte zaden.
De vrucht kan geconsumeerd worden door hem te halveren, het vruchtvlees eventueel met suiker te bestrooien en vervolgens uit te lepelen. Ook kan men de tamarillo op dezelfde manier laten "schrikken" als een tomaat: de vrucht wordt eerst ondergedompeld in heet water en vervolgens in koud water, waarna de bittere schil er vervolgens gemakkelijk kan worden afgetrokken. De tamarillo kan ook op dezelfde manier als de tomaat in de voedselverwerking worden gebruikt, maar ook in fruitsalades, marmelade, consumptie-ijs, stoofpotten, taarten en chutney worden verwerkt.
De tamarillo komt van nature voor in de Andes op hoogtes tussen 1000 en 3000 m. De soort wordt wereldwijd in de subtropen en in tropisch gebergte gekweekt. In Nederland komen met name vruchten uit Portugal en grotere vruchten uit Colombia. De plant kan gemakkelijk uit zaad worden opgekweekt en in België en Nederland in de vensterbank worden gehouden.

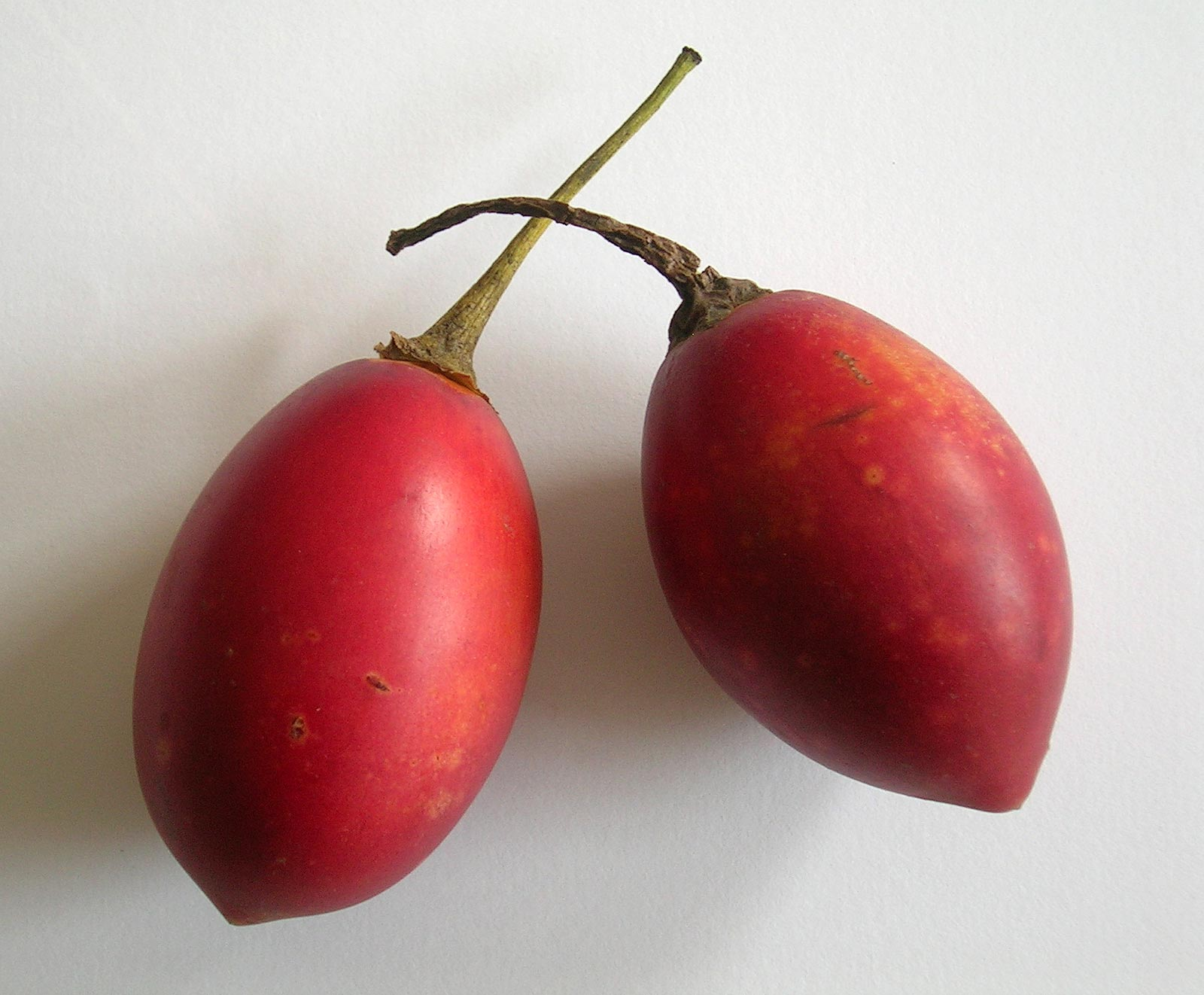
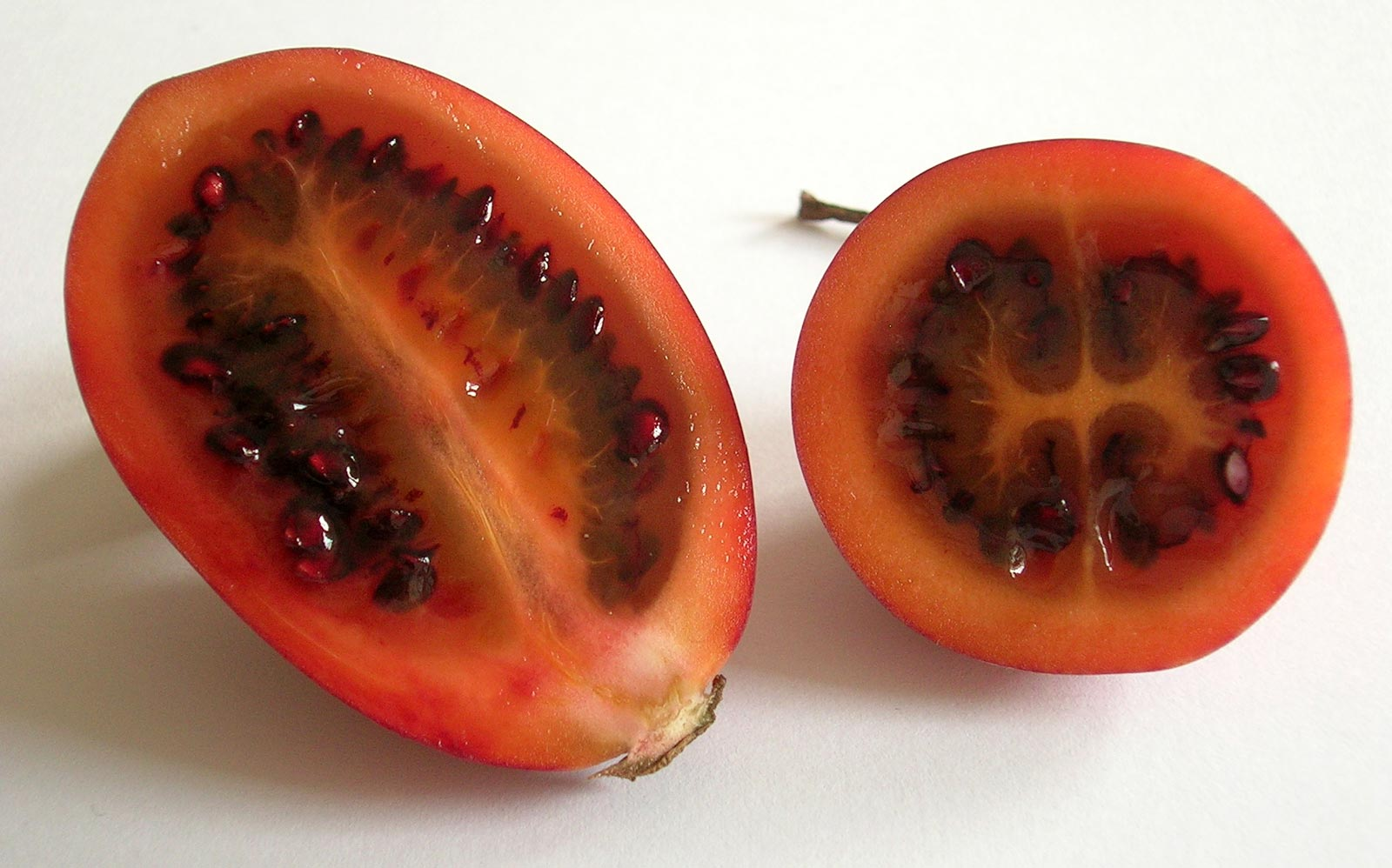
Doorsnede
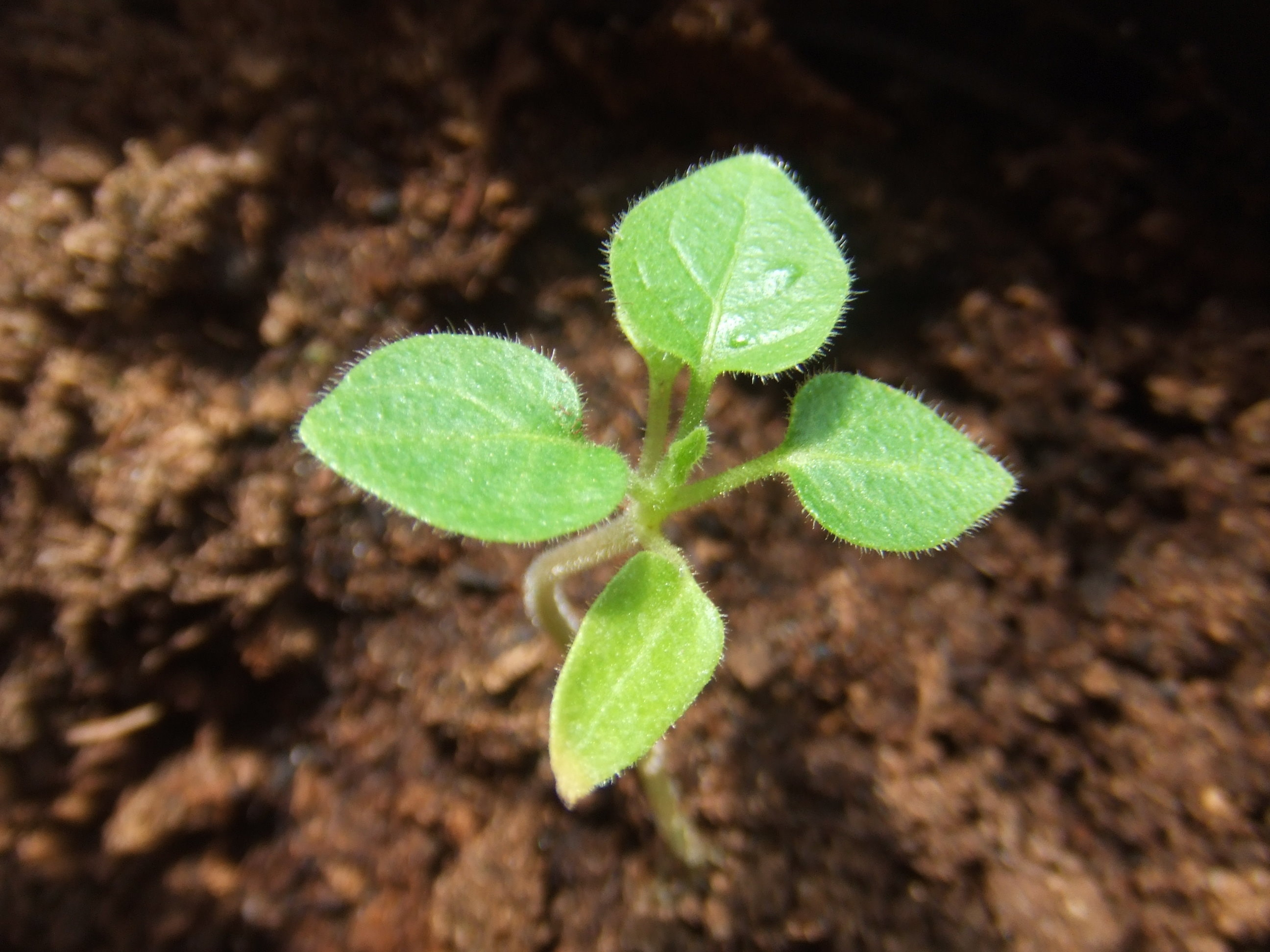
Zaailing

- Blad
- Jonge plant
- Bloem